# Lucas Cavallini
Lucas Daniel Cavallini (ur. 28 grudnia 1992 w Toronto) – kanadyjski piłkarz argentyńskiego pochodzenia występujący na pozycji na napastnika w meksykańskim klubie Club Puebla oraz reprezentacji Kanady.

## Kariera
Lucas Cavallini, mimo iż urodził się w Kandzie, karierę rozpoczynał w Urugwaju. Grał w klubach: Nacional, Juventud Las Piedras, CA Fénix i CA Peñarol. W 2017 roku wyjechał do Meksyku. Grał w Puebla FC (najpierw na wypożyczeniu, potem został kupiony). W 2020 roku przeniósł się do Vancouver Whitecaps.
W reprezentacji Kanady zadebiutował 15 sierpnia 2012 roku w meczu z Trynidadem i Tobago. Pierwszego gola zdobył w meczu z Wyspami Dziewiczymi Stanów Zjednoczonych 9 września 2018 roku. Został powołany na Złoty Puchar CONCACAF 2019, gdzie zdobył 5 bramek.